# Telescopi gregorià

Diagrama del pas de la llum a través d'un telescopi gregorià.

El telescopi gregorià és un tipus de telescopi reflector dissenyat pel matemàtic i astrònom escocès James Gregory al segle xvii, i construït per primera vegada el 1673 per Robert Hooke. El disseny és anterior al primer telescopi pràctic reflector, el telescopi newtonià construït per sir Isaac Newton el 1668, i no va ser construït amb èxit fins a cinc anys després del primer telescopi reflector de Newton.

## Història
El telescopi gregorià, nomenat sobre la base del disseny de James Gregory, va aparèixer en la seva publicació de 1663 Optica Promota (L'avanç de l'òptica). Similars dissenys teòrics s'han trobat en els escrits de Bonaventura Cavalieri (Lo Specchio Ustorio (Sobre els miralls incendiaris), 1632) i Marin Mersenne (l'Harmonie universalle, 1636). Els primers intents de Gregory de construir el telescopi van fallar, ja que ell mateix no tenia aptituds pràctiques i no va poder trobar un òptic capaç de construir-li un. Fins a deu anys després de la publicació de Gregory, gràcies a l'interès d'experimentació del científic Robert Hooke, no es va aconseguir fabricar un instrument que funcionés.

## Disseny
El telescopi gregorià consisteix en dos miralls còncaus, el mirall primari (un paraboloide còncau) recull la llum i la porta a un enfocament sobre un mirall secundari (un el·lipsoide còncau), on es reflecteix a través d'un forat al centre del mirall primari i, per tant, a través de l'extrem inferior de l'instrument on es pot veure amb l'ajut de l'ocular. Com l'el·lipse té dos focus, en un dels focus es fa coincidir el focus de la paràbola, i la imatge final queda en el segon focus.
El disseny gregorià va resoldre el problema de veure la imatge en un reflector, en permetre que l'observador estigui dempeus darrere del mirall primari. Aquest disseny de telescopi produeix una imatge vertical pel que és útil per a observacions terrestres. També funciona com un teleobjetiu en què el tub és molt més curt que la longitud focal real del sistema.
El disseny va ser en gran part substituït pel Telescopi de Cassegrain. Encara s'utilitza per a algunes ulleres de llarga vista, perquè aquest disseny crea una imatge alçada sense necessitat de prismes. El laboratori del mirall de l'Observatori Steward ha estat fent miralls dels grans telescopis gregorians, almenys des de 1985.
En el disseny gregorià, el mirall primari crea una imatge real abans del mirall secundari. Això permet una parada de camp en ser col·locat en aquesta ubicació, perquè la llum provinent de l'exterior del camp de visió no arriba al mirall secundari. Aquest és un gran avantatge per als telescopis solars, on una parada de camp (tancament gregorià) pot reduir la quantitat de calor que arriba al mirall secundari i els posteriors components òptics. El Telescopi Solar Òptic al satèl·lit Hinode és un exemple d'aquest disseny.
Per als fabricants de telescopis aficionats el telescopi gregorià pot ser més fàcil de fabricar que un Cassegrain perquè el mirall secundari còncau, així com el primari, és verificable mitjançant el mètode de Foucault, que no és el cas del mirall secundari convex del Cassegrain.

## Galeria d'imatges

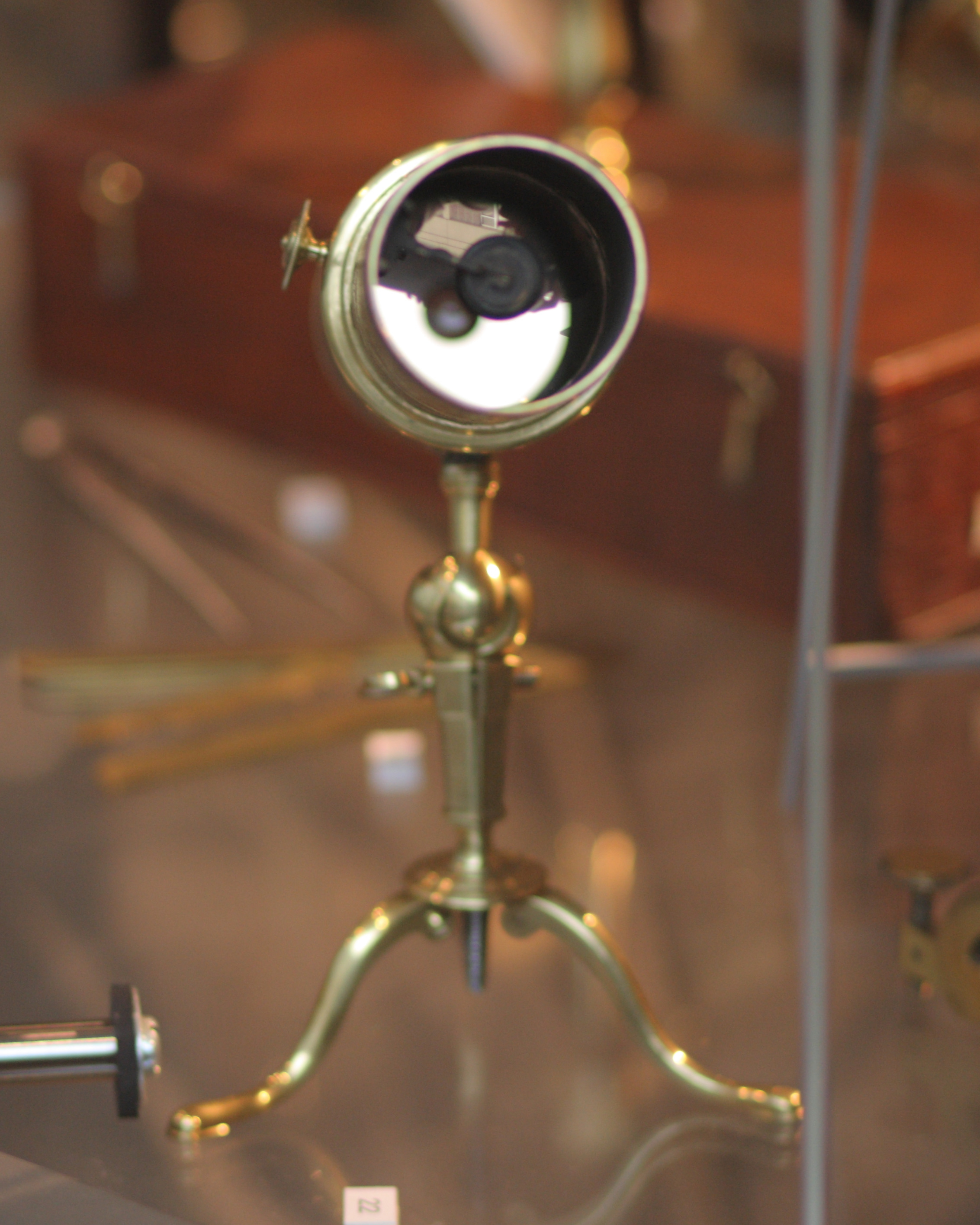
Un telescopi gregorià de prop de 1735
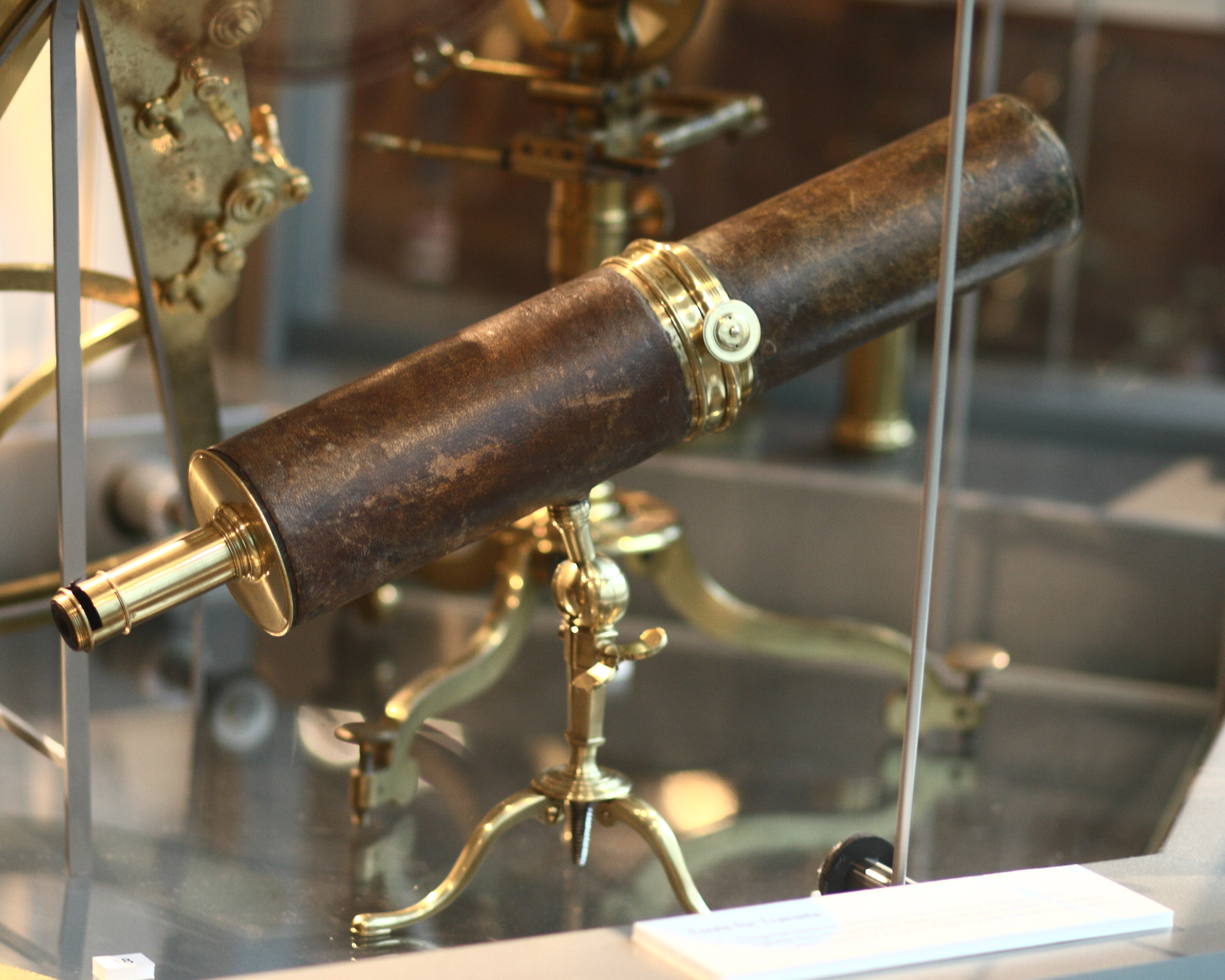
Vista lateral
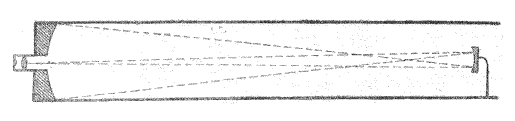
Diagrama d'un telescopi gregorià de 1873

## Exemples
- El Telescopi de Green Bank, l'Observatori d'Arecibo, i l'Allen Telescope Array són tots els telescopis de radi empren l'òptica fos de l'eix Gregoriana.
- El Vatican Advanced Technology Telescope i els telescopis Magallanes faran ús de l'òptica gregorià.
- El Gran Telescopi Binocular i el Telescopi Gegant de Magallanes faran servir l'òptica gregoriana.